# Mistrzostwa Świata Juniorek w Hokeju na Lodzie 2015/Elita
8. Mistrzostwa Świata Juniorek w Hokeju na Lodzie Elity odbyły się w amerykańskim Buffalo, w dniach od 5 do 12 stycznia 2015.
W tej części mistrzostw uczestniczyło 8 najlepszych juniorskich drużyn na świecie. System rozgrywania meczów jest inny niż w niższych dywizjach. Najpierw drużyny rozgrywały mecze w fazie grupowej (2 grupy po 4 zespołów), systemem każdy z każdym. Najlepsze zespoły z każdej z grup bezpośrednio awansowały do półfinałów, zespoły z drugich i trzecich miejsc do ćwierćfinałów, w których walczyły o awans do półfinałów, natomiast zespoły z ostatnich miejsc zagrały w meczu o utrzymanie w elicie. Drużyna, która przegrała dwukrotnie spadła do niższej dywizji.

## Organizacja
Lodowiska
| HarborCenter                |
| --------------------------- |
|                             |
| Stany Zjednoczone – Buffalo |

## Sędziowie
IIHF wyznaczyło 6 głównych arbitrów oraz 9 liniowych. Oto lista wybranych
| Sędziowie główni: - Deana Cuglietta - Jerilyn Glenn - Debby Hengst - Miyuki Nakayama - Lacey Senuk - Ramona Weiss | Liniowi - Michaela Kudelova - Jessica Lerlerc - Lee Tae Ri - Jennifer McMahon - Natasa Pagon - Jacqueline Spresser - Vanessa Strathon - Svenja Strohmenger - Johanna Tauriainen |

## Faza grupowa
Grupa A
| 5 stycznia 2015 | Rosja | 3:1 | Czechy | HarborCenter, Buffalo |

| Szczegóły      | Szczegóły                                                              | Szczegóły       | Szczegóły               | Szczegóły                                                                                       |
| -------------- | ---------------------------------------------------------------------- | --------------- | ----------------------- | ----------------------------------------------------------------------------------------------- |
| Godzina: 15:30 | A. Szoszina (EQ) 12:55 K. Korotkich (EQ) 16:44 P. Bolgarewa (EQ) 22:05 | (2:0, 1:0, 0:1) | 46:01 (EQ) B. Patočková | Widzów: 351 Sędzia główny: Miyuki Nakayama Sędziowie liniowi: Michaela Kudeľová Jessica Leclerc |
| Godzina: 15:30 | 4 min. kar                                                             |                 | 0 min. kar              | Widzów: 351 Sędzia główny: Miyuki Nakayama Sędziowie liniowi: Michaela Kudeľová Jessica Leclerc |

| 5 stycznia 2015 | Kanada | 1:2 pk. | Stany Zjednoczone | HarborCenter, Buffalo |

| Szczegóły      | Szczegóły             | Szczegóły                 | Szczegóły                               | Szczegóły                                |
| -------------- | --------------------- | ------------------------- | --------------------------------------- | ---------------------------------------- |
| Godzina: 19:00 | S. Potomak (EQ) 49:01 | (0:1, 0:0, 1:0, 0:0, 0:1) | 05:06 (EQ) G. Bizal 65:00 (PS) J. Dunne | Widzów: 1800 Sędzia główny: Debby Hengst |
| Godzina: 19:00 | 12 min. kar           |                           | 8 min. kar                              | Widzów: 1800 Sędzia główny: Debby Hengst |

| 6 stycznia 2015 | Kanada | 3:2 | Rosja | HarborCenter, Buffalo |

| Szczegóły      | Szczegóły | Szczegóły       | Szczegóły | Szczegóły   |
| -------------- | --------- | --------------- | --------- | ----------- |
| Godzina: 15:30 |           | (2:0, 1:1, 0:1) |           | Widzów: 522 |

| 6 stycznia 2015 | Stany Zjednoczone | 3:0 | Czechy | HarborCenter, Buffalo |

| Szczegóły      | Szczegóły | Szczegóły       | Szczegóły | Szczegóły   |
| -------------- | --------- | --------------- | --------- | ----------- |
| Godzina: 19:00 |           | (1:0, 0:0, 2:0) |           | Widzów: 902 |

| 8 stycznia 2015 | Czechy | 1:7 | Kanada | HarborCenter, Buffalo |

| Szczegóły      | Szczegóły | Szczegóły       | Szczegóły | Szczegóły   |
| -------------- | --------- | --------------- | --------- | ----------- |
| Godzina: 15:30 |           | (1:1, 0:4, 0:2) |           | Widzów: 512 |

| 8 stycznia 2015 | Stany Zjednoczone | 7:1 | Rosja | HarborCenter, Buffalo |

| Szczegóły      | Szczegóły | Szczegóły       | Szczegóły | Szczegóły    |
| -------------- | --------- | --------------- | --------- | ------------ |
| Godzina: 19:00 |           | (2:0, 3:1, 2:0) |           | Widzów: 1636 |

Tabela
| Lp. | Zespół            | M | Z | Zd | Pd | P | G+ | G- | +/− | Pkt |
| --- | ----------------- | - | - | -- | -- | - | -- | -- | --- | --- |
| 1.  | Stany Zjednoczone | 3 | 2 | 1  | 0  | 0 | 12 | 2  | +10 | 8   |
| 2.  | Kanada            | 3 | 2 | 0  | 1  | 0 | 11 | 5  | +6  | 7   |
| 3.  | Rosja             | 3 | 1 | 0  | 0  | 2 | 6  | 11 | -5  | 3   |
| 4.  | Czechy            | 3 | 0 | 0  | 0  | 3 | 2  | 13 | -11 | 0   |

    = awans do półfinału     = awans do ćwierćfinału
Grupa B
| 5 stycznia 2015 | Szwecja | 3:2 | Japonia | HarborCenter, Buffalo |

| Szczegóły      | Szczegóły | Szczegóły       | Szczegóły | Szczegóły   |
| -------------- | --------- | --------------- | --------- | ----------- |
| Godzina: 12:00 |           | (1:0, 0:1, 2:1) |           | Widzów: 186 |

| 5 stycznia 2015 | Finlandia | 0:2 | Szwajcaria | HarborCenter, Buffalo |

| Szczegóły      | Szczegóły | Szczegóły       | Szczegóły | Szczegóły   |
| -------------- | --------- | --------------- | --------- | ----------- |
| Godzina: 16:00 |           | (0:0, 0:2, 0:0) |           | Widzów: 227 |

| 6 stycznia 2015 | Szwecja | 4:0 | Szwajcaria | HarborCenter, Buffalo |

| Szczegóły      | Szczegóły | Szczegóły       | Szczegóły | Szczegóły   |
| -------------- | --------- | --------------- | --------- | ----------- |
| Godzina: 12:00 |           | (3:0, 0:0, 1:0) |           | Widzów: 356 |

| 6 stycznia 2015 | Japonia | 2:4 | Finlandia | HarborCenter, Buffalo |

| Szczegóły      | Szczegóły | Szczegóły       | Szczegóły | Szczegóły |
| -------------- | --------- | --------------- | --------- | --------- |
| Godzina: 16:00 |           | (2:0, 0:2, 0:2) |           |           |

| 8 stycznia 2015 | Japonia | 1:3 | Szwajcaria | HarborCenter, Buffalo |

| Szczegóły      | Szczegóły | Szczegóły       | Szczegóły | Szczegóły   |
| -------------- | --------- | --------------- | --------- | ----------- |
| Godzina: 12:00 |           | (0:0, 0:1, 1:2) |           | Widzów: 316 |

| 8 stycznia 2015 | Finlandia | 3:1 | Szwecja | HarborCenter, Buffalo |

| Szczegóły      | Szczegóły | Szczegóły       | Szczegóły | Szczegóły   |
| -------------- | --------- | --------------- | --------- | ----------- |
| Godzina: 16:00 |           | (0:1, 3:0, 0:0) |           | Widzów: 249 |

Tabela
| Lp. | Zespół     | M | Z | Zd | Pd | P | G+ | G- | +/− | Pkt |
| --- | ---------- | - | - | -- | -- | - | -- | -- | --- | --- |
| 1.  | Szwecja    | 3 | 2 | 0  | 0  | 1 | 8  | 5  | +3  | 6   |
| 2.  | Finlandia  | 3 | 2 | 0  | 0  | 1 | 7  | 5  | +2  | 6   |
| 3.  | Szwajcaria | 3 | 2 | 0  | 0  | 1 | 5  | 5  | 0   | 6   |
| 4.  | Japonia    | 3 | 0 | 0  | 0  | 3 | 5  | 10 | -5  | 0   |

    = awans do ćwierćfinału     = baraż o utrzymanie

## Turniej play-out
W fazie play-out w systemie do dwóch zwycięstw uczestniczyły dwie najsłabsze drużyny grupy B. Przegrany tej fazy spadł do pierwszej dywizji.
| 9 stycznia 2015 | Szwajcaria | 2:1 | Japonia | HarborCenter, Buffalo |

| Szczegóły      | Szczegóły | Szczegóły       | Szczegóły | Szczegóły   |
| -------------- | --------- | --------------- | --------- | ----------- |
| Godzina: 16:00 |           | (1:1, 1:0, 0:0) |           | Widzów: 232 |

| 11 stycznia 2015 | Japonia | 2:3 pk. | Szwajcaria | HarborCenter, Buffalo |

| Szczegóły      | Szczegóły | Szczegóły                 | Szczegóły | Szczegóły   |
| -------------- | --------- | ------------------------- | --------- | ----------- |
| Godzina: 12:00 |           | (0:1, 2:1, 0:0, 0:0, 0:1) |           | Widzów: 323 |

Szwajcaria utrzymała się w elicie.

## Faza pucharowa
Ćwierćfinały
| 9 stycznia 2015 | Rosja | 4:3 | Finlandia | HarborCenter, Buffalo |

| Szczegóły      | Szczegóły | Szczegóły       | Szczegóły | Szczegóły   |
| -------------- | --------- | --------------- | --------- | ----------- |
| Godzina: 15:30 |           | (0:3, 1:0, 3:0) |           | Widzów: 514 |

| 9 stycznia 2015 | Czechy | 4:3 | Szwecja | HarborCenter, Buffalo |

| Szczegóły      | Szczegóły | Szczegóły       | Szczegóły | Szczegóły   |
| -------------- | --------- | --------------- | --------- | ----------- |
| Godzina: 19:00 |           | (1:0, 2:1, 1:2) |           | Widzów: 522 |

Półfinały
| 11 stycznia 2015 | Kanada | 3:1 | Rosja | HarborCenter, Buffalo |

| Szczegóły      | Szczegóły  | Szczegóły       | Szczegóły  | Szczegóły                                 |
| -------------- | ---------- | --------------- | ---------- | ----------------------------------------- |
| Godzina: 15:00 |            | (1:1, 1:0, 1:0) |            | Widzów: 1061 Sędzia główny: Jerilyn Glenn |
| Godzina: 15:00 | 8 min. kar |                 | 8 min. kar | Widzów: 1061 Sędzia główny: Jerilyn Glenn |

| 11 stycznia 2015 | Stany Zjednoczone | 5:0 | Czechy | HarborCenter, Buffalo |

| Szczegóły      | Szczegóły   | Szczegóły       | Szczegóły   | Szczegóły                               |
| -------------- | ----------- | --------------- | ----------- | --------------------------------------- |
| Godzina: 19:00 |             | (2:0, 2:0, 1:0) |             | Widzów: 1430 Sędzia główny: Lacey Senuk |
| Godzina: 19:00 | 14 min. kar |                 | 10 min. kar | Widzów: 1430 Sędzia główny: Lacey Senuk |

Mecz o piąte miejsce
| 11 stycznia 2015 | Szwecja | 0:3 | Finlandia | HarborCenter, Buffalo |

| Szczegóły      | Szczegóły | Szczegóły       | Szczegóły | Szczegóły   |
| -------------- | --------- | --------------- | --------- | ----------- |
| Godzina: 15:30 |           | (0:2, 0:0, 0:1) |           | Widzów: 304 |

Mecz o trzecie miejsce
| 12 stycznia 2015 | Rosja | 5:1 | Czechy | HarborCenter, Buffalo |

| Szczegóły      | Szczegóły  | Szczegóły       | Szczegóły  | Szczegóły                                |
| -------------- | ---------- | --------------- | ---------- | ---------------------------------------- |
| Godzina: 15:00 |            | (1:0, 2:1, 2:0) |            | Widzów: 515 Sędzia główny: Jerilyn Glenn |
| Godzina: 15:00 | 6 min. kar |                 | 4 min. kar | Widzów: 515 Sędzia główny: Jerilyn Glenn |

Finał
| 12 stycznia 2015 | Stany Zjednoczone | 3:2 pd. | Kanada | HarborCenter, Buffalo |

| Szczegóły      | Szczegóły                                                     | Szczegóły            | Szczegóły                               | Szczegóły                                |
| -------------- | ------------------------------------------------------------- | -------------------- | --------------------------------------- | ---------------------------------------- |
| Godzina: 19:00 | J. Dunne (EQ) 19:27 A. Gorecki (EQ) 25:00 J. Dunne (PP) 60:51 | (1:1, 1:1, 0;0, 1:0) | 03:14 (EQ) S. Labbe 28:23 (EQ) S. Cogan | Widzów: 1800 Sędzia główny: Ramona Weiss |
| Godzina: 19:00 | 6 min. kar                                                    |                      | 16 min. kar                             | Widzów: 1800 Sędzia główny: Ramona Weiss |

## Statystyki
- Klasyfikacja strzelców:  Melissa Samoskevich (6 bramek)
- Klasyfikacja asystentów:  Rebecca Gilmore (7 asyst)
- Klasyfikacja kanadyjska:  Sarah Potomak (9 punktów)
- Klasyfikacja +/−:  Sarah Potomak (+8)

## Nagrody
Skład Gwiazd turnieju
- Bramkarz:  Waleria Tarakanowa
- Obrońcy:  Jincy Dunne,  Micah Hart
- Napastnicy:  Fanuza Kadirowa, Sarah Potomak,  Melissa Samoskevich

Najbardziej Wartościowy Zawodnik (MVP) turnieju
- Sarah Potomak

Nagrody IIHF dla najlepszych zawodników
- Bramkarz:  Waleria Tarakanowa
- Obrońca:  Jincy Dunne
- Napastnik:  Sarah Potomak